# 斯科特·戴维
斯科特·戴维（英語：Scott Davie，1940年2月15日—），澳大利亚男子篮球运动员。他曾随国家队参加了1964年夏季奥林匹克运动会男子篮球比赛，最终队伍获得第九名。